# アラパティ・レイウア
アラパティ・レイウア（Alapati Leiua、1988年9月21日 - ）は、サモア出身のラグビーユニオン選手。

## プロフィール
- サモア・マリエ出身。
- ポジションはウィング(WTB)、センター(CTB)。
- 身長 185 cm、体重 100 kg
- ラグビーワールドカップ2019のサモア代表に選ばれた[1]。
- マロ・ツイタマは甥（姉の子）[2]。

## 略歴
ウェリントン、ハリケーンズ、ワスプスを経て、2017年、ブリストル・ベアーズに加入。
2022年、RCヴァンヌに加入予定だったが、検査の関係で合意ならず。ワイカトを経て、ストーマーズに加入。
2023年、静岡ブルーレヴズに加入。同年4月8日に行われたJAPAN RUGBY LEAGUE ONE 2022-23第14節ブレイブルーパス東京戦にて先発出場でリーグワン公式戦初出場を果たして、リーグワンデビュー戦でトライをあげた。続く第15節、第16節では、甥（16歳上の姉の子）であるマロ・ツイタマと一緒に先発出場した。その後、静岡ブルーレヴズを退団。
2024年9月15日、パシフィックネーションズカップ2024ではサモア代表として出場し、日本代表として出場した甥のマロ・ツイタマを相手に準決勝を戦った。